# Shaun of the dead
Shaun of the dead és una pel·lícula de comèdia zombi del 2004 dirigida per Edgar Wright i escrita conjuntament amb Simon Pegg. Pegg interpreta a Shaun, un venedor de Londres desgraciat que es veu atrapat al costat dels seus éssers estimats en un apocalipsi zombi. També és protagonitzada per Nick Frost en el seu debut cinematogràfic, Kate Ashfield, Lucy Davis, Dylan Moran, Bill Nighy i Penelope Wilton. És la primera pel·lícula de la trilogia Three Flavours Cornetto de Wright i Pegg, seguida d'Arma fatal (2007) i The World's End (2013).
Shaun of the dead es va inspirar en les idees que Pegg i Wright van utilitzar per a la seva sèrie de televisió de 1999-2001 Spaced, particularment un episodi en què el personatge de Pegg al·lucina una invasió zombi. La pel·lícula també fa referència a La nit dels morts vivents de George A. Romero. El rodatge es va realitzar a tot Londres i als Ealing Studios durant nou setmanes entre maig i juny de 2003.
Shaun of the Dead es va estrenar a Londres el 29 de març de 2004 abans d'estrenar-se als Estats Units d'Amèrica el 24 de setembre. Va obtenir l'aclamació de la crítica i l'èxit comercial, va recaptar 38,7 milions de dòlars a tot el món amb un pressupost de 6,1 milions i va rebre dues nominacions als premis BAFTA. Va ocupar el tercer lloc a la llista de Chanel 4 de les 50 millors pel·lícules de comèdia i ràpidament va adquirir la consideració de pel·lícula de culte pels seus seguidors.
La pel·lícula es va estrenar en VHS i DVD poc després de la seva estrena als EUA, amb un llançament en VHS i DVD el 6 de setembre de 2004 al Regne Unit i el desembre de 2004 als EUA en pantalla ampla. La pel·lícula també es va estrenar en format HD-DVD el 2007 i UMD, amb un llançament en Blu-ray el 2009.

## Argument
Al Crouch End de Londres, Shaun, un venedor d'electrònica de 29 anys, és menyspreat pels seus col·legues, no es porta bé amb el seu padrastre Philip i la seva xicota Liz el deixa després que ell li prometi millorar però no aconsegueixi fer un pla amb cara i ulls per a celebrar el seu aniversari. Al seu pub favorit, The Winchester, un Shaun desconsolat s'emborratxa amb el seu millor amic slacker Ed. A casa, el company d'habitació de Shaun i l'Ed, Pete, es queixa d'una ferida a causa de la mossegada d'un atracador i renya Shaun, dient-li que deixi de recolzar-se en Ed i que torni a viure. 

## Producció
Shaun of the dead es va inspirar en «Art», un episodi de la comèdia Spaced de Simon Pegg i Edgar Wright. Escrit per Pegg i Jessica Hynes i dirigit per Wright, l'episodi inclou el personatge de Pegg al·lucinant una invasió zombi després de jugar al videojoc Resident Evil 2 mentre està sota la influència de l'amfetamina.
Amb una estima compartida per la trilogia de pel·lícules de zombis de George A. Romero, Pegg i Wright van decidir escriure la seva pròpia pel·lícula de zombis. A finals de 1999 van concebre i presentar la pel·lícula a Film4, que la va assumir fins que es va reduir el seu pressupost de producció. Així i tot, Wright encara estava invertint en la producció i es va negar a fer cap treball de direcció per a la televisió fins acabés Shaun of the dead, fet que el va deixar endeutat durant un temps. Després de divuit mesos, Working Title Films va entomar el projecte, cosa que Wright va interpretar amb certa ironia, ja que la pel·lícula es burla de les clàssiques comèdies romàniques britàniques que produeix Working Title. La pel·lícula es va anunciar per primera vegada al 55è Festival Internacional de Cinema de Canes el 2002.
Wright ha afirmat que va idear la pel·lícula mentre anava en un taxi amb Pegg després de l'emoció de filmar l'episodi de zombis de Spaced, i mentre veia una pel·lícula de terror amb Pegg i Nick Frost. Va començar a desenvolupar-la de debò després d'haver jugat al Resident Evil una vesprada i de sortir a primera hora del matí, preguntant-se quina seria la reacció d'un anglès davant una apocalipsi zombi. Va considerar la manca d'armes de foc típica de les pel·lícules estatunidenques de zombis, i la seva experiència desplaçant-se mig adormit a primera hora del matí fins a la botiga es va convertir en una escena de la pel·lícula on Shaun fa el mateix. Una altra influència de la vida de Wright va venir de com es va perdre l'epidèmia de febre aftosa del 2001 a Anglaterra per no haver escoltat les notícies durant quinze dies fins que va encendre la televisió un dia i va veure que s'incinerava bestiar, fet que el va deixar perplex. A causa d'això, Wright va afirmar que «és plausible que el món s'acabi i aquests dos nois podrien ser els últims a assabentar-se'n», ja que també fan cas omís de les notícies de la televisió a la pel·lícula. La idea que Shaun i Ed passessin el seu temps a The Winchester també es va inspirar en la vida dels seus actors, ja que Pegg i Frost «sempre anaven al mateix bar», segons Wright, que havia estat intentant convèncer-los del contrari.
Wright i Pegg van escriure el guió en vuit setmanes. Es van inspirar en pel·lícules com La nit dels morts vivents (1968) i El despertar dels zombis (1978), així com en Arizona baby (1987), Retorn al futur (1985), Clínicament morta (1992) i Els ocells (1963). Els actors es van reunir tres setmanes abans de començar el rodatge per a la lectura del guió, on també van fer-hi canvis. Segons Pegg, el guió té una estructura escènica, amb certes línies i accions que es repeteixen al llarg de la pel·lícula, fent més difícil la improvisació. Només es van improvisar dues escenes: quan Ed comença a descriure la gent del pub i quan Shaun ofereix al grup uns cacauets. Pegg va declarar que el guió va ser un actor més de la pel·lícula perquè «podia escriure als seus propis punts forts» i crear el seu propi desig.

### Càsting
El repartiment de la pel·lícula compta amb diversos còmics i estrelles de la comèdia de situació, sobretot de Spaced, Black books i The Office. Els membres del repartiment inclouen Pegg, Nick Frost, Stevenson i Peter Serafinowicz. Frost va conèixer a Pegg quan treballava com a cambrer i va ser contractat per a Spaced malgrat la seva manca d'experiència interpretativa. Frost va explicar que Shaun i Ed tenen una dinàmica similar a la de Simon i ell mateix a la vida real, ja que feia anys que vivien junts.
Els cineastes al principi es van acostar a Helen Mirren per a interpretar la mare de Shaun, Barbara, personatge que Mirren va rebutjar amb una nota on afirmava que preferia interpretar altres personatges més divertits. El paper de Barbara finalment va ser per a Penelope Wilton, a qui se li va demanar que assumís el personatge arran del seu treball a la comèdia de situació de 1984-89 Ever Decreasing Circles. El padrastre de Shaun, Philip, és interpretat per Bill Nighy, que va acceptar el paper després que Wright li enviés un primer guió de la pel·lícula.

#### Cameos i figurants
Els papers secundaris i els cameos inclouen Martin Freeman, Tamsin Greig, Julia Deakin i Reece Shearsmith. Les veus de Mark Gatiss i Julia Davis es poden escoltar com a presentadors de notícies radiofòniques; Trisha Goddard també fa un cameo, amb dos episodis de ficció del seu programa de tertúlia Trisha. Altres còmics i actors apareixen en cameos com a zombis, com Rob Brydon, Paul Putner, Pamela Kempthorne, Joe Cornish, Antonia Campbell-Hughes, Mark Donovan i Michael Smiley. Els membres del grup musical Coldplay, Chris Martin i Jonny Buckland, també tenen papers a la pel·lícula: Martin és un amic íntim de Pegg, que és el padrí de la filla de Martin, i també va contribuir a la banda sonora cantant «Everybody's Happy Nowadays» de Buzzcocks amb el grup Ash.
Els figurants de zombis es van reclutar entre la comunitat de fans de Spaced. Wright va revelar el 2020 que «els zombis van passar una setmana tancats al plató. Van haver d'estar-se fora de The Winchester, el pub on es refugien els nostres herois, colpejant les finestres i sense fer gaire més. Quan finalment els vam involucrar tenien aquesta energia elèctrica: una histèria pura i boja». Originalment hi havia quaranta acròbates contractats per a fer de zombis, però quan la producció es va adonar que en necessitarien molts més per a omplir l'escena, nombrosos fans van respondre a la trucada en línia per a les audicions de selecció de zombis. Hi va haver més de 150 figurants zombis a més dels nens del barri que en veure el maquillatge de zombis hi van voler participar, la qual cosa va fer que s'hi afegissin cinquanta zombis més.

### Rodatge

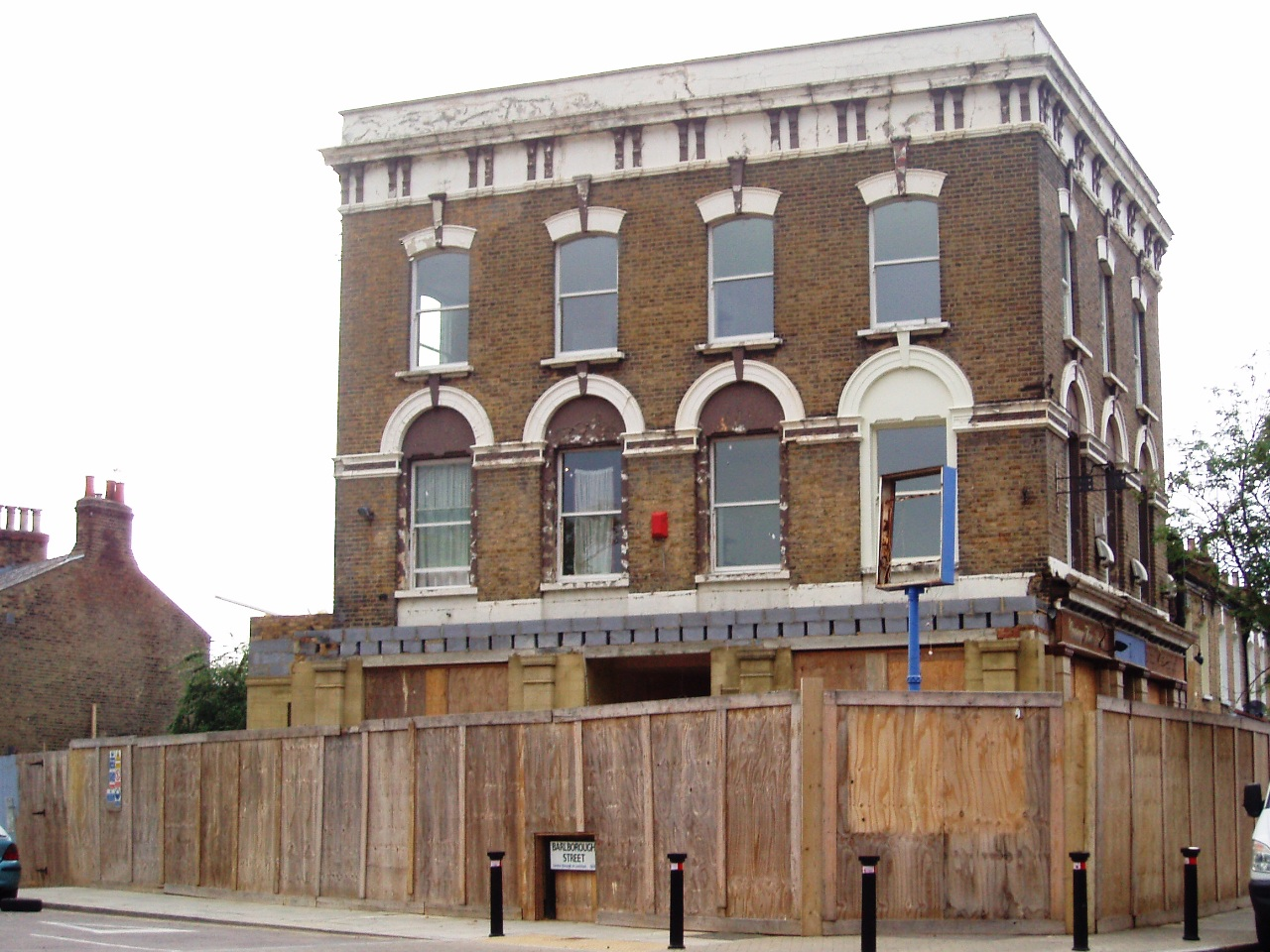
El pub The Duke of Albany, utilitzat per a les localitzacions exteriors de The Winchester.

La pel·lícula es va rodar durant nou setmanes a Londres, tant en exteriors com als Ealing Studios, entre maig i juliol de 2003. Wright utilitza transicions de càmera, típiques del seu estil, per a permetre una narrativa visual potent. Pegg també va comentar l'ús d'un to de realisme màgic, que forma part de la direcció de Wright.
Molts plans exteriors es van rodar a les zones del nord de Londres de Crouch End (on està ambientada la pel·lícula), Highgate, Finsbury Park i East Finchley. La botiga d'electrodomèstics on treballa Shaun és una botiga real situada a North Finchley. Les escenes filmades dins i al voltant de The Winchester es van rodar al pub Duke of Albany de New Cross, al sud de Londres. El pub victorià de tres pisos es va tancar i es va transformar en pisos el 2008.

### Música
La banda sonora de Pete Woodhead i Daniel Mudford és un pastitx de les bandes sonores de pel·lícules italianes de zombis de Goblin i Fabio Frizzi. També utilitza pistes musicals originals d'El despertar dels zombis. Abans que comencés la producció de la pel·lícula, Wright i Pegg havien creat una mixtape de cançons que volien utilitzar. La música de Goblin, però, va ser utilitzada com a pista temporal per Wright en el muntatge a qui va agradar tant la sensació que va decidir d'obtenir l'autorització per a utilitzar-la.
Bobby Olivier de Billboard atribueix el renaixement de «Don't Stop Me Now» de Queen a la seva aparició a la pel·lícula, que «la va presentar a una nova generació d'oients», afirmant: «Potser l'escena més famosa de Shaun de the dead inclou "Don't Stop Me Now" que sona des la màquina de tocadiscos d'un pub mentre les estrelles Simon Pegg, Nick Frost i Kate Ashfield colpegen a un zombi amb un pal de billar a ritme ràpid». El moment havia estat idea de Wright, ja que aprecia Queen i «va tenir la idea de tocar "Don't Stop Me Now", una de les cançons més positives, emocionants i felices que s'ha escrit mai, sobre una escena d'extrema violència». Pegg va explicar que la baralla al pub va ser coreografiada amb la cançó fins i tot abans que s'hagués obtingut la autorització per a ser utilitzada, així que van escriure a Brian May i li van demanar permís.
Wright i Pegg s'havien posat en contacte amb diversos artistes per demanar-los l'ús dels seus discos a la famosa escena on Shaun i Ed llencen LP a un zombi per a defensar-se. Tot i que alguns artistes no van contestar mai, Wright va afirmar que «Sade va ser la més genial. Va dir que podríem deixar a les escombraries Diamond Life sense dubtar-ho». Més endavant, Wright inclouria una cançó de Sade a la banda sonora de la seva pel·lícula de 2010 Scott Pilgrim vs. The World. Pegg va afirmar que «els encanta utilitzar Sade com a arma», assenyalant que ella era una de les dues úniques artistes que va donar permís per mostrar la coberta a l'escena, l'altre va ser el grup New Order.
La pel·lícula compta amb un homenatge amb l'escultura d'una mà zombi al Museu Hakone del Japó on és un èxit de culte tot i no projectar-se als cinemes del país fins al març de 2019, 15 anys després de la seva estrena.